# Santo Antônio da Platina
Santo Antônio da Platina is een gemeente in de Braziliaanse deelstaat Paraná. De gemeente telt 42.002 inwoners (schatting 2009).

## Aangrenzende gemeenten
De gemeente grenst aan Abatiá, Bandeirantes, Barra do Jacaré, Guapirama, Jacarezinho, Joaquim Távora en Jundiaí do Sul.